# Estádio Peristeri
O Estádio Peristeri ou Estádio do Atromitos é um estádio de futebol sediado, em Peristeri, distrito de Atenas, Grécia.
O Estádio tem capacidade para 8.939 pessoas sentadas, e foi inaugurado em 1970, o maior público é do ano de 1981, em partida contra o Olympiakos, o Atromitos é o time mandante. 